# Хидролиза
Хидролиза је хемијска реакција која се заснива на распаду молекула хемијских једињења на два мања фрагмента под утицајем контакта са водом или воденом паром. Термин се широко користи за реакције супституције, елиминације и солватације у којима је вода нуклеофил. У посебном случају хидролизе соли, то је реакција јона са водом (углавном се ствара кисела или базна средина). Хидролиза је посебна грана солволизе.
Биолошка хидролиза је цепање биомолекула, где се молекул воде троши да би се извршило раздвајање већег молекула на саставне делове. Када се угљени хидрат хидролизом разложи на саставне молекуле шећера (нпр. сахароза се разлаже на глукозу и фруктозу), то се препознаје као сахарификација.
Реакције хидролизе могу бити реверзне реакцијама кондензације у којима се два молекула спајају у један већи и ослобађа се молекул воде. Тако хидролиза додаје воду да се разгради, док се кондензација одвија уклањањем воде.

## Типови
Обично је хидролиза хемијски процес у коме се супстанци додаје молекул воде. Понекад овај додатак узрокује да се супстанца и молекул воде поделе на два дела. У таквим реакцијама, један фрагмент циљног молекула (или родитељског молекула) добија јон водоника. Хидролизом се разлаже хемијска веза у једињењу.

### Соли
Уобичајена врста хидролизе се јавља када се со слабе киселине или слабе базе (или обоје) раствори у води. Вода се спонтано јонизује у хидроксидне анјоне и хидронијум катоне. Со се такође дисоцира на саставне анјоне и катјоне. На пример, натријум ацетат се у води дисоцира на натријумске и ацетатне јоне. Јони натријума реагују врло мало са хидроксидним јонима, док се ацетатни јони комбинују са хидронијум јонима да би произвели сирћетну киселину. У овом случају нето резултат је релативни вишак хидроксидних јона, чиме се добија базни раствор.
Јаке киселине такође пролазе кроз хидролизу. На пример, растварање сумпорне киселине (H2SO4) у води је праћено хидролизом да би се добили хидронијум и бисулфат, конјугована база сумпорне киселине. За више техничких расправа о томе шта се дешава током такве хидролизе, погледајте Бренстед-Лауријеву теорију киселина и база.

### Естри и амиди
Хидролизе катализоване киселинама и базама су веома честе; један пример је хидролиза амида или естара. Њихова хидролиза се дешава када нуклеофил (нуклеус-тражећи агенс, на пример вода или хидроксилни јон) нападне угљеник карбонилне групе естра или амида. У воденој бази, хидроксилни јони су бољи нуклеофили од поларних молекула као што је вода. У киселинама, карбонилна група постаје протонисана, а то доводи до много лакшег нуклеофилног напада. Производи обе хидролизе су једињења са групама карбоксилне киселине.
Можда најстарији комерцијално практиковани пример хидролизе естра је сапонификација (формирање сапуна). То је хидролиза триглицерида (масти) са воденом базом као што је натријум хидроксид (NaOH). Током процеса формира се глицерол, а масне киселине реагују са базом, претварајући их у соли. Ове соли се називају сапуни, који се обично користе у домаћинствима.
Поред тога, у живим системима, већина биохемијских реакција (укључујући хидролизу ATP) одвија се током катализе ензима. Каталитичко дејство ензима омогућава хидролизу протеина, масти, уља и угљених хидрата. Као пример, могу се узети у обзир протеазе (ензими који помажу варење изазивајући хидролизу пептидних веза у протеинима). Они катализују хидролизу унутрашњих пептидних веза у пептидним ланцима, за разлику од егзопептидаза (друга класа ензима, који катализују хидролизу терминалних пептидних веза, ослобађајући једну по једну слободну амино киселину).
Међутим, протеазе не катализују хидролизу свих врста протеина. Њихово деловање је стерео-селективно: циљани су само протеини са одређеном терцијарном структуром, јер је потребна нека врста оријентационе силе да би се амидна група поставила у одговарајући положај за катализу. Неопходни контакти између ензима и његових супстрата (протеина) настају, јер се ензим савија тако да формира отвор у који се супстрат уклапа; тај отвор такође садржи каталитичке групе. Према томе, протеини који се не уклапају у отвор неће бити подвргнути хидролизи. Ова специфичност чува интегритет других протеина као што су хормони, и стога биолошки систем наставља да функционише нормално.
Након хидролизе, амид се претвара у карбоксилну киселину и амин или амонијак (који се у присуству киселине одмах претварају у амонијумове соли). Једна од две групе кисеоника на карбоксилној киселини је изведена из молекула воде, а амин (или амонијак) добија јон водоника. Хидролизом пептида добијају се аминокиселине.
Многи полиамидни полимери као што је нилон 6,6 хидролизују се у присуству јаких киселина. Процес доводи до деполимеризације. Из тог разлога нилонски производи се разграђују када су изложени малим количинама киселе воде. Полиестери су такође подложни сличним реакцијама деградације полимера. Проблем је познат као пуцање под стресом околине.

### ATP
Хидролиза је повезана са енергетским метаболизмом и складиштењем. Све живе ћелије захтевају континуирано снабдевање енергијом за две главне сврхе: биосинтезу микро и макромолекула и активни транспорт јона и молекула кроз ћелијске мембране. Енергија добијена оксидацијом хранљивих материја се не користи директно, већ се путем сложеног и дугог низа реакција каналише у посебан молекул за складиштење енергије, аденозин трифосфат (ATP). ATP молекул садржи пирофосфатне везе (везе настале комбиновањем две фосфатне јединице) које ослобађају енергију када је то потребно. ATP се може подвргнути хидролизи на два начина: Прво, уклањање терминалног фосфата да би се формирао аденозин дифосфат (ADP) и неоргански фосфат, уз реакцију:
Друго, уклањање терминалног дифосфата да би се добио аденозин монофосфат (AMP) и пирофосфат. Овај други се обично даље цепа на своја два конститутивна фосфата. Ово резултира реакцијама биосинтезе, које се обично дешавају у ланцима, који се могу покренути у правцу синтезе када су фосфатне везе подвргнуте хидролизи.

### Полисахариди
Моносахариди се могу међусобно повезати гликозидним везама, које се могу одвојити хидролизом. Два, три, неколико или више тако повезаних моносахарида формирају дисахариде, трисахариде, олигосахариде, односно полисахариде. Ензими који хидролизују гликозидне везе називају се „гликозидне хидролазе” или „гликозидазе”.
Најпознатији дисахарид је сахароза (стони шећер). Хидролиза сахарозе даје глукозу и фруктозу. Инвертаза је сахараза која се индустријски користи за хидролизу сахарозе у такозвани инвертни шећер. Лактаза је неопходна за дигестивну хидролизу лактозе у млеку; многи одрасли људи не производе лактазу и не могу да сваре лактозу у млеку.
Хидролиза полисахарида до растворљивих шећера може се препознати као сахарификација. Слад направљен од јечма се користи као извор β-амилазе за разлагање скроба у дисахарид малтозу, коју квасац може користити за производњу пива. Други амилазни ензими могу претворити скроб у глукозу или олигосахариде. Целулоза се прво хидролизује у целобиозу помоћу целулазе, а затим се целобиоза даље хидролизује у глукозу помоћу бета-глукозидазе.Преживари као што краве имају способност да хидролизују целулозу у целобиозу, а затим у глукозу због симбиотских бактерија које производе целулазе.

### Метални аква јони
Јони метала су Луисове киселине и у воденом раствору формирају металне аква комплексе опште формуле M(H2O)nm+. Аква јони подлежу хидролизи, у већој или мањој мери. Први корак хидролизе је уопштено дат као
Према томе, водени катјони се понашају као киселине у смислу Бренстед-Лауријеве теорије киселина и база. Овај ефекат се лако објашњава узимањем у обзир индуктивног ефекта позитивно наелектрисаног металног јона, који слаби O-H везу везаног молекула воде, чинећи ослобађање протона релативно лаким.
Константа дисоцијације, , за ову реакцију је више или мање линеарно повезана са односом наелектрисања и величине јона метала. Јони са малим наелектрисањем, као што је + су веома слабе киселине са скоро неприметном хидролизом. Велики двовалентни јони као што су 2+, 2+, 2+ и 2+ имају  од 6 или више и обично се не би класификовали као киселине, али мали двовалентни јони, као што је 2+, пролазе кроз опсежну хидролизу. Тровалентни јони попут Al3+ и 3+ су слабе киселине чији је  упоредив са сирћетном киселином. Раствори соли као што су 2 или  у води су приметно кисели; хидролиза се може потиснути додавањем киселине као што је азотна киселина, чинећи раствор киселијим.
Хидролиза се може наставити даље од првог корака, често са формирањем полинуклеарних врста путем процеса олације. Неке „егзотичне“ врсте као што је  су добро окарактерисане. Хидролиза има тенденцију да се одвија како  расте што, у многим случајевима, доводи до таложења хидроксида као што је  или AlO(OH). Ове супстанце, главни састојци боксита, познате су као латерити и формирају се испирањем из стена већине јона осим алуминијума и гвожђа и накнадном хидролизом преосталог алуминијума и гвожђа.

## Реакције хидролизе
Обично се реакција хидролизе одвија по општем шаблону:
мада постоји могућност и за сложеније механизме те реакције, нпр.
које се одигравају у гасовитој фази при високим температурама, или у условима електролизе
Хидролиза је супротан процес од хидролитичке кондензације - тј. реакције спајања два или више молекула са издвајањем молекула воде.
Многе реакције хидролизе су повратне, при чему смер реакције зависи од њених услова:
Нпр. хидролиза естара:
захтева додавање одређене количине воде у реакциони систем; уколико нема довољно воде настаје реакција кондензације тек настале киселине (RCOOH) и алкохола (OH), која је у ствари иста као и претходна само супротног смера:
Реакција хидролизе није исто што и Електролитичка дисоцијација.
Дисоцијација се заснива на распаду молекула под дејством растварача (растварач може бити и вода) али без грађења ковалентних веза са њим, док се хидратација заснива на стварању комплексних једињења са водом везаних водоничном везом.